# 가스등 (1944년 영화)
《가스등》(영어: Gaslight)은 1944년 개봉된 미국의 미스터리, 스릴러 영화이다. 조지 큐커가 감독을 맡았으며, 패트릭 해밀턴의 동명 희곡이 영화의 원작이다. 2019년 미국 국립영화등기부에 등재되었다.

## 줄거리
1875년, 세계적으로 유명한 오페라 가수 앨리스 알퀴스트가 빅토리아 시대의 런던에 있는 자택에서 살해된 후, 그녀의 고아 조카 폴라는 앨리스의 발자취를 따라 이탈리아로 보내진다. 성인이 된 폴라는 자신의 반주자 그레고리 안톤과 2주간의 열애 끝에 결혼한다. 그들은 런던에 정착하여 오랫동안 비어있던 이모의 타운하우스에 살기로 한다. 폴라가 이모의 살인에 대한 기억으로 고통받자, 그레고리는 앨리스의 가구를 다락방에 보관할 것을 제안한다. 폴라가 세르기스 바우어라는 남자로부터 이모에게 온 편지를 발견하자 그레고리는 폭력적으로 반응하지만 이내 사과한다. 그는 젊은 하녀 낸시를 고용하고 그녀가 자신의 "신경질적인" 아내를 귀찮게 하지 않도록 한다. 그레고리가 그녀의 건망증을 꾸짖자 폴라는 놀라지만, 런던탑을 방문했을 때 그가 준 가보인 브로치를 찾을 수 없었다. 브로치는 핸드백에 안전하게 보관되어 있었음에도 말이다. 그녀는 봉쇄된 다락방에서 나는 소리에 시달리고, 그레고리가 집에 없을 때 가스등이 명백한 이유 없이 어두워지는 것을 알아차리지만, 그레고리는 그녀의 상상일 뿐이라고 안심시킨다.

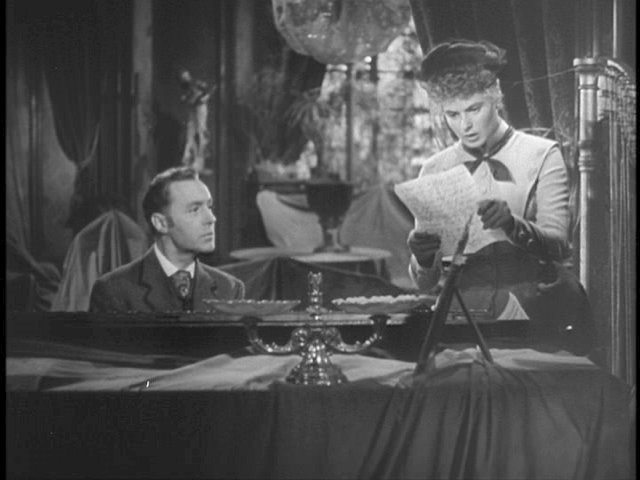
그레고리가 지켜보는 가운데, 폴라는 세르기스 바우어의 편지를 발견했다.

그레고리는 낸시에게 추파를 던지고, 낸시가 아내를 혐오하는 모습은 폴라의 신경을 더욱 곤두서게 한다. 그녀의 불안한 행동은 앨리스의 어린 시절부터 앨리스를 흠모했던 스코틀랜드 야드의 경위 브라이언 캐머런에게 포착된다. 폴라가 이모와 닮은 모습에 놀란 캐머런은 미해결 사건을 재수사하려 시도하고, 앨리스 살해 후 왕실 보석 선물이 회수되지 않았음을 발견한다. 그레고리는 아내를 세상과 격리시키고, 그녀가 그림을 숨긴 도벽 환자이며 대중 앞에 나설 수 없을 만큼 아프다고 설득한다. 그녀가 옛 가족 친구가 주최하는 파티에 가는 것을 막을 수 없자, 그레고리는 폴라를 자신의 회중 시계를 훔쳤다고 비난한다. 그가 그녀의 핸드백에서 시계를 "찾아내자", 폴라는 손님들 앞에서 히스테리를 부린다. 폴라를 집으로 데려간 그레고리는 분노하며 그녀의 어머니가 정신병원에서 죽었으며, 그녀가 발견한 세르기스 바우어의 편지는 결코 존재하지 않았다고 주장한다. 자신의 정신 상태를 의심하게 된 폴라는 무너져 내린다.
한편, 캐머런은 순찰 경관을 고용하여 그레고리를 감시한다. 그들은 그레고리가 종종 근처의 버려진 집을 방문하며, 폴라를 정신병원에 보낼 계획이라는 것을 알게 된다. 그레고리가 외출한 동안, 캐머런은 폴라에게 도움을 제안하며 다락방 소리와 깜빡이는 가스등이 실제로 존재한다는 것을 확인시켜준다. 그는 그레고리가 이웃의 빈집을 통해 채광창으로 자신의 다락방에 들어가 앨리스의 소지품을 뒤지고 있었다고 추론한다. 그가 다락방 불을 켜면 아래층의 가스등이 약해진다. 캐머런은 그레고리의 책상을 열고, 폴라는 남편이 망상이라고 주장했던 바우어의 편지를 발견한다. "그레고리"는 사실 세르기스 바우어였고, 그는 앨리스를 살해했지만 보석을 찾기 전에 어린 폴라에게 방해받았다. 폴라와의 결혼은 이모의 집에 접근하려는 계획이었고, 이어서 폴라를 정신병원에 보내 앨리스의 재산에 완전히 접근하려는 교활한 전략이었다.
동시에 세르기스는 앨리스의 유명한 의상 중 하나에 꿰매어져 눈에 띄게 숨겨져 있던 보석을 발견한다. 그는 아래층으로 돌아와 자신의 책상이 잠겨 있지 않은 것을 발견한다. 그는 정신적으로 지친 폴라에게 질문하고, 폴라는 책상이 자신을 방문한 남자에 의해 열렸다고 시인한다. 폴라를 보호하기 위해 친절한 요리사 엘리자베스는 어떤 남자도 보지 못했다고 부인하며, 세르기스에게 이것은 단지 폴라의 상상일 뿐이라고 확신시켜 폴라를 절망에 빠뜨린다. 캐머런이 나타나 세르기스와 대치하고, 그를 다락방으로 쫓아가 의자에 묶는다. 마침내 자신의 정신 상태를 확신한 폴라는 세르기스와 단둘이 남겨지고, 세르기스는 그녀에게 자신을 풀어달라고 간청한다. 대신 폴라는 그를 조롱하며, 손에 든 칼이 진짜가 아닐 수도 있다고 생각하고 "사라진" 브로치도 찾아낸다. 경찰이 세르기스를 데려가는 동안, 캐머런은 폴라를 다시 만나는 것에 관심을 표한다.

## 출연

### 주연
- 샤를르 보와이에
- 잉그리드 버그만
- 조지프 코튼

### 조연
- 메이 휘티
- 안젤라 랜즈베리
- 바바라 에버레스트

## 기타
- 원작자: Patrick Hamilton
- 미술: 세드릭 기븐스
- 미술: 윌리엄 페라리
- 의상: 아이린
- 의상: Marion Herwood Keyes

## 한국판 성우진

### MBC (1986년 11월 23일)
- 김현직 - 그레고리 (샤를르 보와이에)
- 정희선 - 폴라 (잉그리드 버그만)
- 황일청 - 브라이언 (조지프 코튼)

### KBS (1990년 11월 25일)
- 장광 - 그레고리 (샤를르 보와이에)
- 권희덕 - 폴라 (잉그리드 버그만)
- 김규식 - 브라이언 (조지프 코튼)
- 김정경
- 김정희
- 온영삼
- 임수아
- 김정애
- 정동열
- 유제상
- 강구한

## 가스라이팅의 어원
피해자가 점차 자신이 제정신인지 의심하도록 조작하는 심리적 학대의 형태를 묘사하는 심리학 용어 가스라이팅은 연극과 이를 각색한 두 편의 영화에서 유래하였다. 이 작품 또한 이런 종류의 심리적 학대를 예술적으로 묘사한 최초의 작품이기도 하다.

## 같이 보기
- 가스라이팅